# أوتو باريتش
أوتو باريتش (بالألمانية: Otto Barić)‏، من مواليد 19 يوليو 1932 في كلاغنفورت في النمسا، مدرب كرة قدم يوغسلافي كرواتي سابق.
درب منتخب النمسا لكرة القدم بين عامي 1999 و2001، ودرب منتخب كرواتيا لكرة القدم بين عامي 2002 و2004، ودرب منتخب ألبانيا لكرة القدم بين عامي 2006 و2007.

## روابط خارجية
- أوتو باريتش على موقع اتحاد تركيا (مدرب) (الإنجليزية)
- أوتو باريتش على موقع قاعدة بيانات كرة القدم.إي يو (الإنجليزية)
- أوتو باريتش على موقع عالم كرة القدم.نت (الإنجليزية)